# Округ Џудит Бејсин (Монтана)
Џудит Бејсин (енгл. Judith Basin County) је округ у америчкој савезној држави Монтана.

## Демографија
По попису из 2010. године број становника је 2.072, што је 257 (-11,0%) становника мање него 2000. године.
| Група             | 2000.         | 2010.         |
| Белци             | 2.286 (98,2%) | 2.014 (97,2%) |
| Афроамериканци    | 1 (0,0%)      | 1 (0,0%)      |
| Азијати           | 2 (0,1%)      | 2 (0,1%)      |
| Хиспаноамериканци | 13 (0,6%)     | 24 (1,2%)     |
| Укупно            | 2.329         | 2.072         |